# П'ядицька сільська рада
| П'ядицька сільська рада — орган місцевого самоврядування у Коломийському районі Івано-Франківської області з адміністративним центром у с. П'ядики. Історична дата утворення: в 1940 році. Водоймища на території, підпорядкованій даній раді: річки Добровідка, Вільховець. Сільській раді підпорядковані населені пункти: - с. П'ядики |

## Склад ради
Рада складається з 20 депутатів та голови.

### Керівний склад ради
| ПІБ                        | Основні відомості                                                               | Дата обрання | Дата звільнення |
| -------------------------- | ------------------------------------------------------------------------------- | ------------ | --------------- |
| Германюк Микола Васильович | Сільський голова, 1949 року народження, освіта, безпартійний                    | 26.03.2006   | 01.08.2008      |
| Сікорський Роман Романович | Сільський голова, 1969 року народження, освіта, член Партії «Реформи і порядок» | 15.03.2009   | 31.10.2010      |

Примітка: таблиця складена за даними джерела